# Sycoscapter subaeneus
Sycoscapter subaeneus är en stekelart som först beskrevs av Girault 1915.  Sycoscapter subaeneus ingår i släktet Sycoscapter och familjen fikonsteklar. Inga underarter finns listade i Catalogue of Life.